# Lionel Haas
Lionel Haas (* 27. Dezember 1971 in Bonn) ist ein deutscher Jazzmusiker (Piano).

## Leben und Wirken
Haas, der als Sohn eines Diplomaten unter anderem in London und den Vereinigten Staaten aufwuchs, spielt seit seinem neunten Lebensjahr Klavier. Als Jugendlicher nahm er an einer Reihe von Jazz-Workshops am Richmond College bei London teil. Zwischen 1991 und 1995 in Washington DC engagierte er sich zunehmend in der dortigen Jazzszene. Er besuchte einige Sommerkurse am Berklee College of Music. Er studierte dann an der Georgetown University; für seine Tätigkeit in der Bigband der Universität wurde er ausgezeichnet. Zudem war er Mitglied der Federal Focus Jazz Band, die nicht nur in Clubs und auf Festivals auftrat, sondern auch bei Regierungsveranstaltungen; auch war er an ihrem Album Renewing the Tradition, Vol. 2. beteiligt.
Zurück in Deutschland war Haas Gründungsmitglied der Bluesband Blues by Five. 1998 wurde der jamaikanische Saxophonist und Komponist Fitz Gore sein Mentor. Er veröffentlichte seine erste eigene CD, Breaking Free (and a Tribute to Fitz Gore), die sowohl Originalkompositionen als auch eigene Bearbeitungen einiger Stücke von diesem enthält. Seit 1999 lebt er in Berlin, wo er bald eigene Formationen gründete, neben einem Trio ein Quintett (Take The Jam-Track, 2005) und ein Oktett. Haas begleitete Mike Russell und Big Joe Turner; weiter arbeitete er mit Gary Wiggins, Tony Hurdle, Majid Bekkas (Une Soiree au Maroc), Guy Barker, Angi Domdey, Roby Edwards, Ingrid Arthur, Dorrey Lyles, Richard Howell, Regis Molina, Daniel Allen Oberto und Fuasi Abdul-Khaliq.
Gemeinsam mit Torsten Zwingenberger und Martin Lillich bildete er die Band Berlin 21, die zuerst als Quartett die Alben Capital Letters (2014) und Odds On (2016) vorlegte, bevor sie als Trio 2021 Three! veröffentlichte.